# カステッロ・ディ・ゴーデゴ
カステッロ・ディ・ゴーデゴ（伊: Castello di Godego）は、イタリア共和国ヴェネト州トレヴィーゾ県にある、人口約7,100人の基礎自治体（コムーネ）。

## 地理

### 位置・広がり

#### 隣接コムーネ
隣接するコムーネは以下の通り。括弧内のPDはパドヴァ県所属を示す。
- カステルフランコ・ヴェーネト
- ローリア
- リエーゼ・ピオ・デーチモ
- サン・マルティーノ・ディ・ルーパリ (PD)

### 気候分類・地震分類
気候分類では、zona E, 2443 GGに分類される。
また、イタリアの地震リスク階級 (it) では、zona 2 (sismicità media) に分類される。

## 姉妹都市
- ボーヴェス、イタリア
- Labastide-Saint-Pierre、フランス